# ブラバン (小説)
『ブラバン』は、津原泰水の小説。バジリコより2006年に単行本（書き下ろし）、新潮社より2009年に文庫版、2019年に電子書籍が刊行された。音楽小説であり青春小説である。

## 概要
語り手の一人称「僕」で語られる。現在の物語に、四半世紀前、1980年代初頭であった高校時代の回想が細かく組み込まれた構成となっている。
舞台となった1980年の風俗、特に音楽にまつわる当時の状況が綿密に描写されている。著者は、この作品の「真の主人公は『1980年』」であると発言している。
地の文は標準語であるが、科白の大部分は当時の広島弁で記されている。
刊行時より「自伝的」と触れ込まれた小説。
語り手は著者と同年齢に設定されており、主な舞台は出身地である広島県である。高校名は架空であるが、そのモデルは著者の通った広島県立広島観音高等学校であることが明言されている。
物語は概ねフィクションであるが、フェンダーのエレキベースを入手するエピソード、白血病の後輩とのエピソードは、著者の実経験に基づく。
著者の作品のなかでは目立って話題を呼んだ作品であり、文庫版は「新潮文庫の100冊」に4年間ラインナップされた（2010-2013）。2007年には本屋大賞13位、2011年には第1回広島本大賞候補となっている。著者によると2019年現在、現名義では最も売れている著作である。
想定外の売れ行きをみたことにより、著者は印税分配されない装画家への配慮として文庫版の装画を自費で買い取り、作品の舞台のモデルとなった母校へ寄贈している。単行本では装画、装丁へ印税を分配している。
40歳の語り手による高校時代への懐旧の念が全編に色濃く満ちた作品であるが、公立図書館では青少年向けに分類されることもある。高校時代を描いた節は入試問題などに採用されることも多い。
単行本版の装丁は松木美紀、装画・挿画は福山庸治。文庫版の装丁は新潮社装幀室、装画は中島梨絵。
題字は単行本、文庫共に著者自身によるものが使用されている。また単行本裏表紙の鴉の図像も著者の筆による。

## あらすじ
40歳の語り手に、高校時代の吹奏楽部仲間の結婚式に向けての、25年越しのブラバン再結成の計画が持ち込まれる。

### 主要な曲目
本作では、吹奏楽部のレパートリーはもとより、語り手が高校時代に印象に残した当時の音楽が各場面で具体的かつ詳細に描写されており、特に以下の主要な曲目については、巻末に著者による解説が附されている。
オネスティ（ビリー・ジョエル）
ラプソディ・イン・ブルー（ジョージ・ガーシュウィン）
ペンシルバニア６－５０００（グレン・ミラー楽団）
真夜中を突っ走れ（ジョン・レノン）
秋空に
惑星（グスターヴ・ホルスト）
ビ・バップ・ア・ルーラ（ジーン・ヴィンセント）
早く家に帰りたい（サイモン&ガーファンクル）
パストラル（ジョルジュ・ビゼー）
I.G.Y.（ドナルド・フェイゲン）
スターダスト（ホーギー・カーマイケル）
ムーンライト・セレナーデ（グレン・ミラー楽団）
新世界より（アントニン・ドヴォルザーク）
恋は野の鳥（ジョルジュ・ビゼー）
蛍の光（スコットランド民謡）
花のワルツ（ピョートル・チャイコフスキー）
タブー（マルガリータ・レクォーナ）
3ヴューズ・オブ・ア・シークレット（ジャコ・パストリアス）

## 登場人物
他片等（たひらひとし）
語り手。典則高校吹奏楽部1980年度入部。コントラバス。
桜井ひとみ（さくらいひとみ）
1979年度入部。トランペット。婚約中。自分の結婚式のためのブラバン再結成を立案する。
皆元優香（みなもとゆうか）
1980年度入部。バスクラリネット。語り手を吹奏楽部へ引っ張り込んだ人物。冒頭で事故死。
安野志保子（あんのしほこ）
1980年度の吹奏楽部顧問。クラシック至上主義の音楽教諭。
巻頭の登場人物表には、語り手が在部した約2年間に接した30人以上の部員全員の氏名とパートが記されている。
本編において、語り手はその全員とのエピソードを回顧する。

## 書籍
- 『ブラバン』バジリコ／単行本／2006年
- 『ブラバン』新潮社／文庫／2009年
- 『ブラバン』新潮社／電子書籍／2019年

### 関連書籍
- 『音楽は何も与えてくれない』幻冬舎／単行本／2014年

　　書名は本作からの引用である。また随想本文において、本作への言及がある。表紙には著者の私物である楽器を並べた写真が用いられているが、これに本作に登場するフェンダーのエレキベースが含まれる。